# Pokochajmy się
Pokochajmy się (ang. Let's Make Love) – amerykańska komedia romantyczna z 1960 roku, w reżyserii George’a Cukora.

## Obsada
- Marilyn Monroe jako Amanda Dell
- Yves Montand jako Jean-Marc Clement
- Tony Randall jako Howard Coffman
- Frankie Vaughan jako Tony Danton
- Wilfrid Hyde-White jako John Wales
- Bing Crosby jako on sam
- Gene Kelly jako on sam
- Milton Berle jako on sam
- Joe Besser jako Charlie Lamont
- David Burns - Oliver Burton
- Harry Chersire- ojciec Amandy

## Opis fabuły
Jean-Marc Clement - multimilioner dowiaduje się, że na Broadwayu ma zostać wystawiona sztuka parodiująca jego oraz inne, słynne osobistości. Wraz ze swoim rzecznikiem prasowym udaje się na próbę owego teatru rewiowego. Spotkana tam piękna Amanda Dell - śpiewająca aktorka, uważa go za bezrobotnego aktora szukającego pracy. Jean-Marc zakochał się w Amandzie i chce zdobyć serce dziewczyny jako biedny aktor, a nie jako milioner. Przyjmuje więc proponowaną rolę i gra sam siebie, czyli Jean-Marc Clementa.
Film otrzymał nominację do Oscara za najlepszą muzykę.

Produkcja 
Aktorka w trakcie pracy nad filmem wciąż mierzyła się z uzależnieniem od barbituranów i alkoholu oraz opóźniała zdjęcia o wiele godzin bądź opuszczała plan na kilka dni. W tym okresie odbyła półroczną psychoterapię u doktora Ralpha Greensona. Choć film został nisko oceniony przez krytyków i uznany za najbardziej wulgarny ze wszystkich, w których zagrała Monroe, to krytycy docenili wykonanie przez aktorkę coveru piosenki Cole’a Portera „My Heart Belongs to Daddy”. Na planie zdjęciowym wymogła na reżyserze, by przed utworem mogła wypowiedzieć słowa: „My name is Lolita and I'm not supposed to play with boys” (Nazywam się Lolita i nie mam zwyczaju bawić się z chłopcami).